# Bärbel von Ottenheim

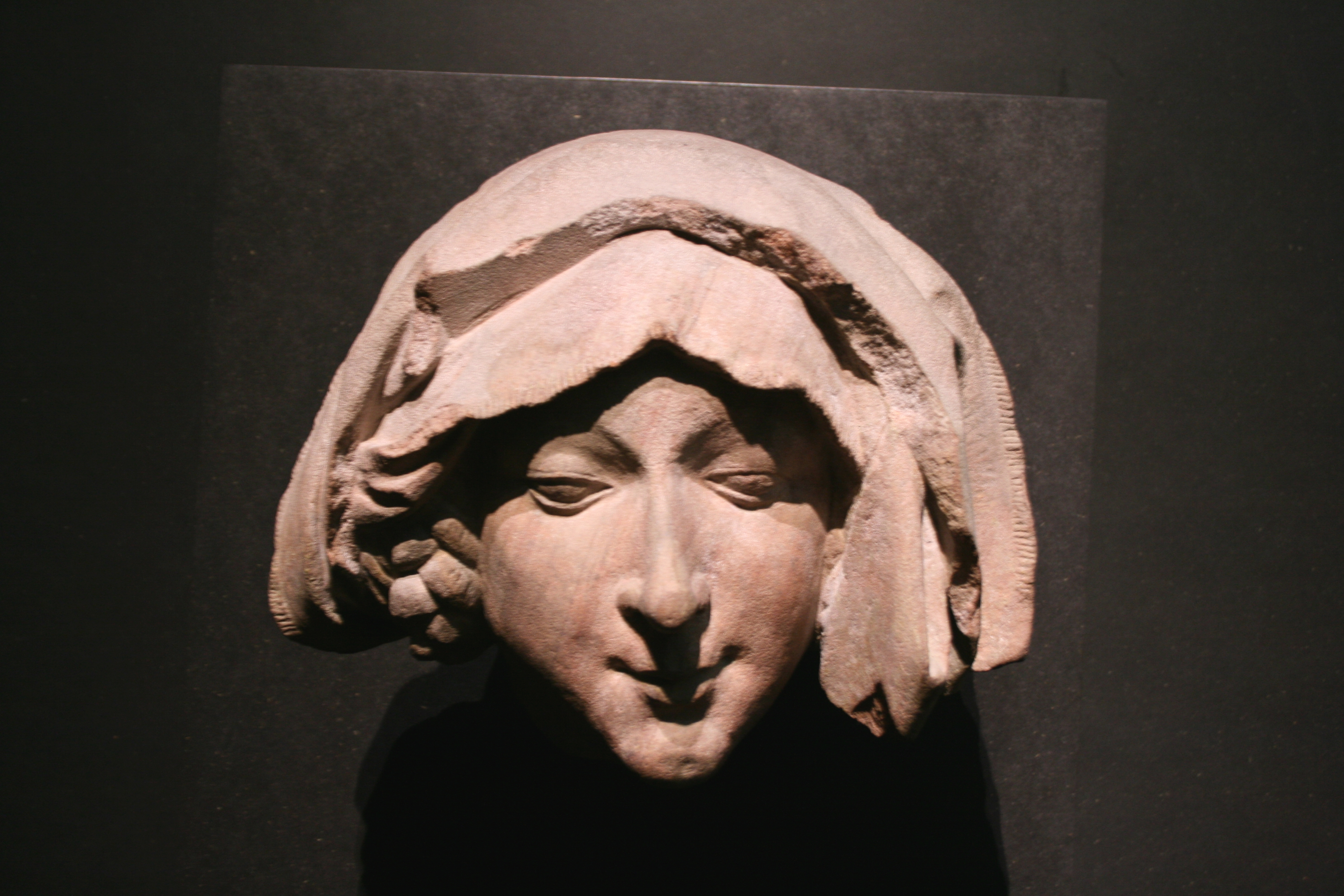
Kopf der Bärbel – Darstellung im Liebieghaus in Frankfurt a. M.

Bärbel von Ottenheim (* 1430 in Ottenheim bei Lahr; † 1484 in Hagenau) war die Mätresse des Jakob von Lichtenberg, Vogt der Stadt Straßburg.

## Biographie

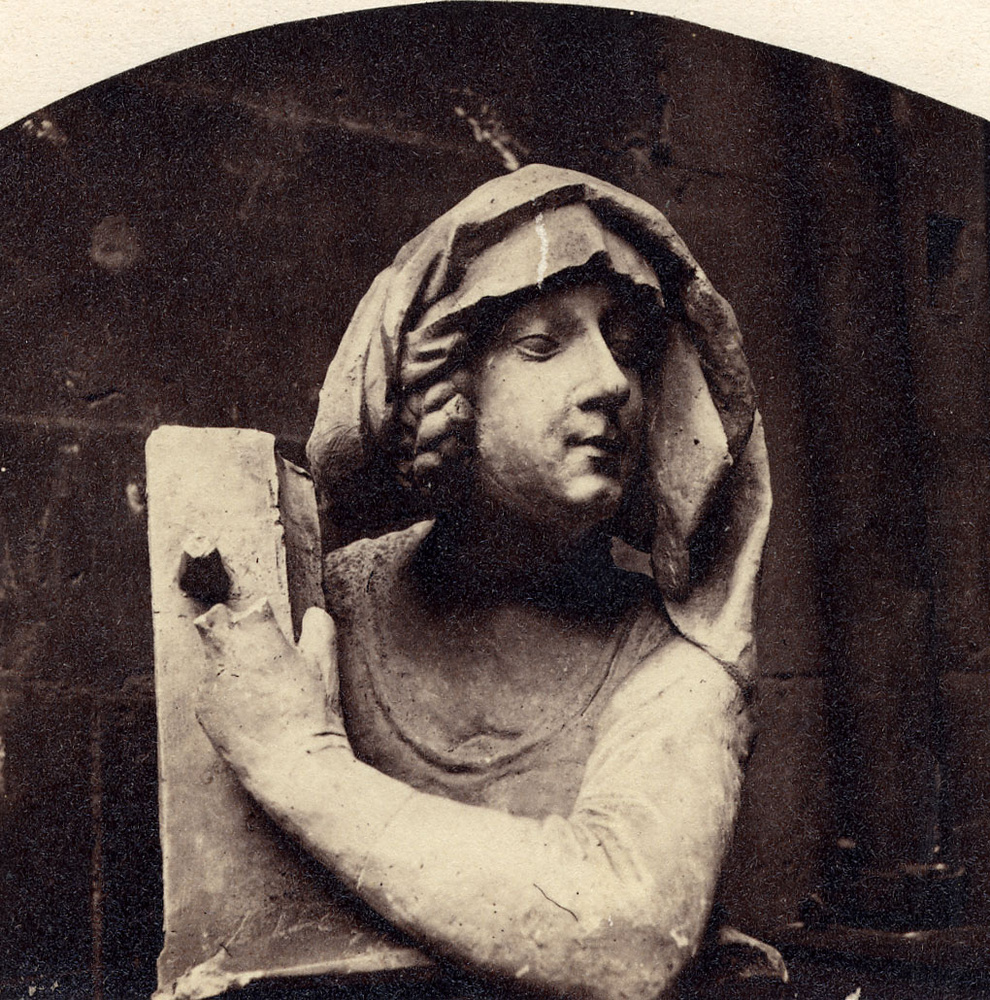
Charles-David Winter, „Bärbel von Ottenheim“, Foto, ca. 1860

Bärbel von Ottenheim wurde als Tochter eines Bauern (nach anderen Angaben: eines Bäckers) geboren. Berühmt wurde sie durch zwei Faktoren: Zum einen wurde sie die Geliebte des letzten Herrn von Lichtenberg, Jakob von Lichtenberg. Zum andern wurde eine berühmte Porträtbüste mit ihr identifiziert. Nach dem Tod Jakobs von Lichtenberg 1480 wurde sie von den Erben zunächst aus dem Schloss Buchsweiler geworfen und dann unter dem Vorwurf der Hexerei in der Stadt Hagenau eingekerkert. Die Erben des Jakob von Lichtenberg, Graf Simon IV. Wecker von Zweibrücken-Bitsch und Graf Philipp II. von Hanau-Lichtenberg, verwendeten sich beim Rat der Stadt für ein Todesurteil. Vermutlich ging es darum, an das Vermögen der Bärbel von Ottenheim zu gelangen. Eine andere Möglichkeit ist, dass damit in der spannungsreichen Situation im Vorfeld der Bauernkriege ein „Bauernopfer“ gegenüber den Untertanen dargebracht werden sollte, da die Mätresse weitgehenden Einfluss auf die Regierung gehabt hatte und beim Volk verhasst gewesen sein soll. Bevor es zu einem Urteil kam, verstarb Bärbel im Gefängnis; die Todesursache blieb ungeklärt. Gerüchte über Mord und Selbstmord waren unvermeidlich.

## Portraitbüste

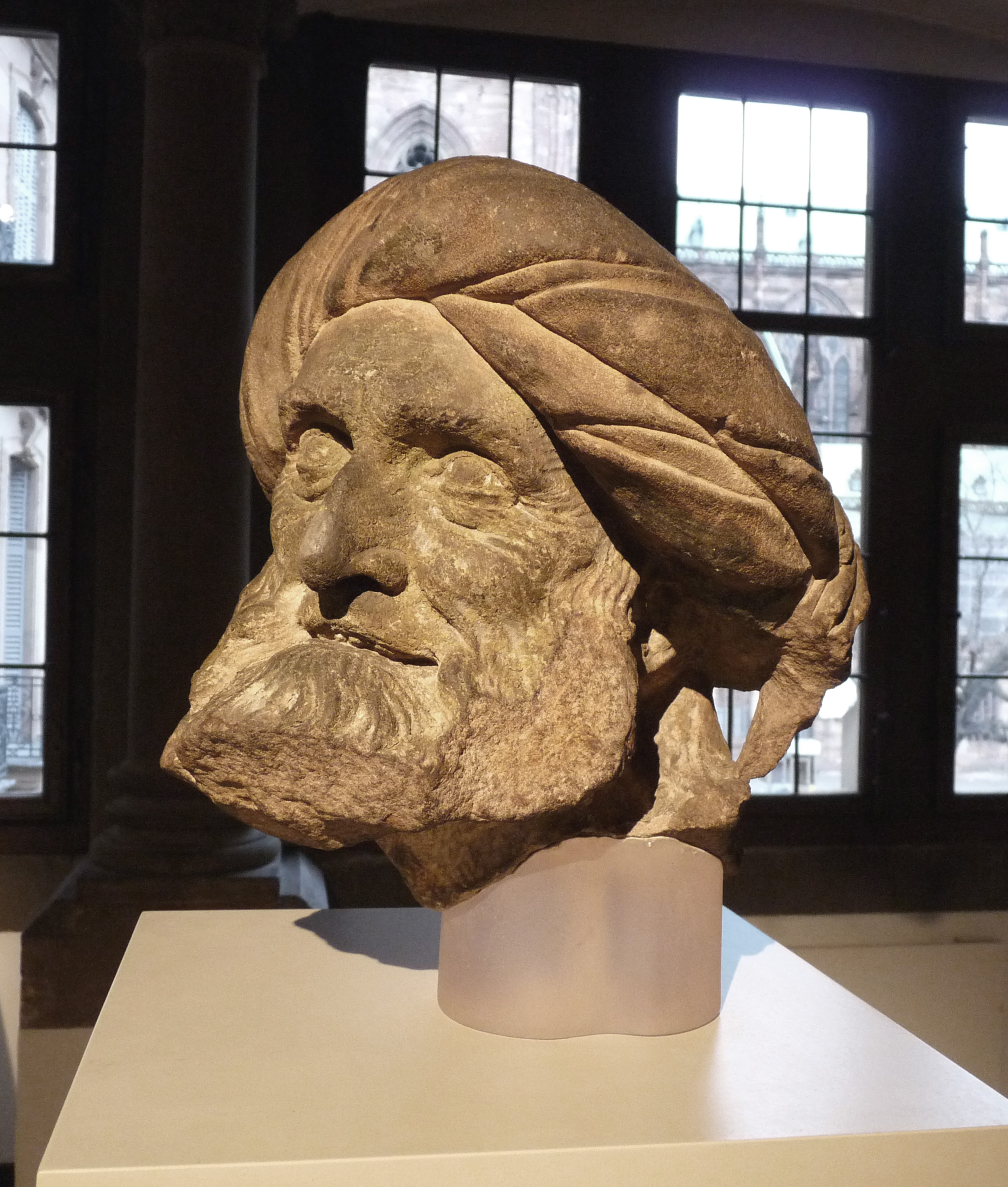
Der stark beschädigte Kopf der Prophetendarstellung im Musée de l’Œuvre Notre-Dame

Eine berühmte Porträtbüste – wohl eine Sibylle – der Spätgotik / Frührenaissance von Niclaus Gerhaert van Leyden wurde mit Bärbel von Ottenheim identifiziert. (Das Pendant, ein älterer Mann mit wallendem Vollbart – wohl eine Prophetendarstellung –, wurde für Jakob von Lichtenberg gehalten). Beide Figuren zierten ursprünglich das Portal der Neuen Kanzlei in Straßburg und schauten aus zwei Fenstern einander zu. Erstmals in Daniel Specklins „Collectaneen“ wurde das Paar 1587 als Bärbel und Jakob beschrieben und erlangte eine gewisse Bekanntheit. Von beiden Büsten ist jeweils nur der Kopf erhalten, es existieren Abgüsse aus Gips, die vor 1870 angefertigt wurden.
Die Büsten haben selbst eine bewegte Geschichte. Sie wurden beim Abbruch des Rathauses nach der Französischen Revolution in die Stadtbibliothek gebracht. Diese wurde im Deutsch-Französischen Krieg 1870 durch preußische Artillerie zerstört. Die Büsten galten als verschollen. 1915 wurde der Prophetenkopf in der Sammlung des Hanauer Geschichtsvereins wiederentdeckt. Man hatte den stark ramponierten Kopf bis dahin für die Darstellung eines antiken Satyrn gehalten. Vermutlich hatte ihn ein Soldat nach 1870 in Kenntnis der Verbindung Herrschaft Lichtenberg / Grafschaft Hanau-Lichtenberg nach Hanau mitgebracht. Der Verein gab das wertvolle Stück an das Straßburger Museum zurück. 20 Jahre später wurde auch der Kopf der Sibylle in der Pfalz wiederentdeckt und vom Städelschen Kunstinstitut in Frankfurt am Main angekauft. Die Originale befinden sich heute im Musée de l’Œuvre Notre-Dame in Straßburg (Jakob) und im Liebieghaus (Bärbel). In einer gemeinsamen Ausstellung beider Museen über Niclaus Gerhaert wurden beide Köpfe 2011/2012 erstmals wieder zusammen ausgestellt.

## Nachwirkungen
Nach Bärbel von Ottenheim ist eine Gemeinschaftsschule in Schwanau benannt. Ottenheim ist heute ein Ortsteil von Schwanau in Baden-Württemberg.
Auch in der Literatur hat ihr Schicksal Niederschlag gefunden:
- Otto Flake: Schön-Bärbel von Ottenheim. Rembrandt, Berlin 1937. (Novelle)
- Hermine Maierheuser: 
  - Bärbel von Ottenheim. Steuben, Berlin 1939. (Historischer Roman)
  - Bärbel von Ottenheim. Ein Roman vom Oberrhein. Martin-Verl. Berger, Buxheim 1966.
  - Der Schleier der Bärbel von Ottenheim. Kleine Prosa u. Gedichte. Karlsruher Bote, Karlsruhe 1962.
  - Bärbel von Ottenheim. Ein historischer Roman um Macht und Leidenschaft am Oberrhein. DWS, Karlsruhe 1995. ISBN 978-3-925021-09-1